# Парламентські вибори в Чехії 2010
Ви́бори до пала́ти депута́тів Че́хії відбулися 28-29 травня 2010 року. 
У виборах двохсот депутатів взяли участь 27 партій. До парламенту пройшло п'ять партій: Соціал-демократична партія — 56, Громадянські демократи — 53, ТВП 09 — 41, Комуністична партія Чехії та Моравії — 26, «Справи громадські» – 24. Хоча перемогу здобули соціал-демократи, лідер партії Іржи Пароубек подав у відставку (через недостатньо високий показник підтримки і як наслідок вимушеність переходу в опозицію)
Президент Чехії Вацлав Клаус назвав результати виборів «політичним землетрусом», маючи на увазі поразку соціальних демократів та комуністів і появу в парламенті двох нових партій правоцентристської орієнтації. 

## Результати

Партії-переможці за областями

Партії-переможці за районами

Явка виборців за районами. Найвищий показник був у районі Прага-Захід (71.69%), найнижчий — у районі Соколов (50.89%); загальна явка склала 62.6%.

| Партії та блоки                                                                        | Партії та блоки                                                | Партії та блоки                                                | Голоси    | %      | Місця | Зміни пор. з поперед. |
| -------------------------------------------------------------------------------------- | -------------------------------------------------------------- | -------------------------------------------------------------- | --------- | ------ | ----- | --------------------- |
|                                                                                        | Чеська соціал-демократична партія                              | Чеська соціал-демократична партія                              | 1,155,267 | 22.08  | 56    | −18                   |
|                                                                                        | Громадянська демократична партія                               | Громадянська демократична партія                               | 1,057,792 | 20.22  | 53    | −28                   |
|                                                                                        | ТОП 09                                                         | ТОП 09                                                         | 873,833   | 16.70  | 41    | *                     |
|                                                                                        | Комуністична партія Чехії та Моравії                           | Комуністична партія Чехії та Моравії                           | 589,765   | 11.27  | 26    | ±0                    |
|                                                                                        | Справи громадські                                              | Справи громадські                                              | 569,127   | 10.88  | 24    | *                     |
|                                                                                        | Християнсько-демократичний союз — Чехословацька народна партія | Християнсько-демократичний союз — Чехословацька народна партія | 229,717   | 4.39   | 0     | −13                   |
|                                                                                        | Партія громадянських прав — Земановці                          | Партія громадянських прав — Земановці                          | 226,527   | 4.33   | 0     | *                     |
|                                                                                        | Суверенітет — Блок Яни Бобошикової                             | Суверенітет — Блок Яни Бобошикової                             | 192,145   | 3.67   | 0     | *                     |
|                                                                                        | Партія зелених                                                 | Партія зелених                                                 | 127 831   | 2.44   | 0     | −6                    |
|                                                                                        | Робітнича партія                                               | Робітнича партія                                               | 59 888    | 1.14   | 0     | 0                     |
|                                                                                        | Піратська партія Чехії                                         | Піратська партія Чехії                                         | 42 323    | 0.80   | 0     | 0                     |
|                                                                                        | Партія вільних громадян                                        | Партія вільних громадян                                        | 38 897    | 0.74   | 0     | 0                     |
|                                                                                        | Правий блок                                                    | Правий блок                                                    | 24 750    | 0.47   | 0     | 0                     |
|                                                                                        | Citizens.cz                                                    | Citizens.cz                                                    | 13 397    | 0.25   | 0     | 0                     |
|                                                                                        | Морав'яни                                                      | Морав'яни                                                      | 11 914    | 0.22   | 0     | 0                     |
|                                                                                        | Консервативна партія                                           | Консервативна партія                                           | 4 232     | 0.08   | 0     | 0                     |
|                                                                                        | Чеська корона                                                  | Чеська корона                                                  | 4 024     | 0.07   | 0     | 0                     |
|                                                                                        | STOP                                                           | STOP                                                           | 3 155     | 0.06   | 0     | 0                     |
|                                                                                        | Об'єднання за республіку — Республіканська партія Чехії        | Об'єднання за республіку — Республіканська партія Чехії        | 1 993     | 0.03   | 0     | 0                     |
|                                                                                        | Чеська націонал-соціалістична партія                           | Чеська націонал-соціалістична партія                           | 1 371     | 0.02   | 0     | 0                     |
|                                                                                        | Klíčové hnutí                                                  | Klíčové hnutí                                                  | 1 099     | 0.02   | 0     | 0                     |
|                                                                                        | Гуманістична партія                                            | Гуманістична партія                                            | 552       | 0.01   | 0     | 0                     |
|                                                                                        | EVROPSKÝ STŘED                                                 | EVROPSKÝ STŘED                                                 | 522       | 0.00   | 0     | 0                     |
|                                                                                        | Česká strana národně sociální                                  | Česká strana národně sociální                                  | 295       | 0.00   | 0     | 0                     |
|                                                                                        | Liberálové.CZ                                                  | Liberálové.CZ                                                  | 260       | 0.00   | 0     | 0                     |
|                                                                                        | За добробут народу                                             | За добробут народу                                             | 186       | 0.00   | 0     | 0                     |
| Загалом (явка 62.60%)                                                                  | Загалом (явка 62.60%)                                          | Загалом (явка 62.60%)                                          | 5,230,859 | 100.00 | 200   | –                     |
| * Не брали участі у попередніх виборах                                                 |                                                                |                                                                |           |        |       |                       |
| Джерело: Czech Statistical Office [Архівовано 27 січня 2016 у Wayback Machine.](англ.) |                                                                |                                                                |           |        |       |                       |